# ياسين رفاعية

## نشأته
ولد ياسين رفاعية في دمشق عام 1934. عمل صحفياً ومحرراً وأديباً. في عام 1960 عمل في المكتب الصحفي في القصر الجمهوري. في عام 1961 عمل سكرتير تحرير في مجلة «المعرفة». من أصدقاء الشاعر المقربين علي يوسف، عيسى، وأبو القاسم وحازم حازم. في عام 1961 عمل رئيساً للقسم الثقافي في مجلة «الأحد» اللبنانية. عمل في الصحافة العربية في لندن وانتقل منها إلى بيروت. متزوج من الشاعرة أمل جراح. عضو جمعية القصة والرواية من مؤلفاته
- «الحزن في كل مكان» - 1960 - قصص

أصدر رواية ترجمت إلى الإنكليزية بعنوان «مصرع الماس».

## وفاته
رحل ياسين رفاعية عن عالمناعن عمر ناهز 82 عاما يوم 23 مايو 2016م في منزل في شارع الحمراء في بيروت.